# Волжский мост (Ярославль)
Волжский мост — автомобильно-пешеходный мост через Медведицкий овраг в Ярославле, над Волжским спуском, часть Волжской набережной. Соединяет Стрелку с центром города.
Представляет собой монументальное инженерное сооружение с мощными пилонами и широким арочным проездом.

## История
Первый мост через Медведицкий овраг, соединяющий части Волжской набережной в Рубленом и Земляном городах, был построен около 1820 года в ходе благоустройства набережной. До этого движение через овраг осуществлялось по Фроловскому мосту, находившемуся на месте современного «Вечного огня». Первый мост был трёхпролётным деревянным на каменных столбах. Летом 1823 года его оштукатурили и устроили в двух пролётах погреба.
Своё название Волжский мост получил по названию спуска, через который был перекинут, как и остальные мосты вдоль Волжской набережной — Семёновский, Воздвиженский и Пятницкий. Также встречается наименование моста по одному из названий расположенной рядом башни — Подволжские ворота, хотя воротами этот мост никогда не был.
В 1846 году началась перестройка моста в полностью каменный, законченная только в ноябре 1852 года. Была установлена новая чугунная решётка. Но вследствие ошибок в проектировании мост уже на следующий год дал крен из-за подмывания водой, стекающей по Волжскому спуску. После сильного дождя, прошедшего 8 июня 1855 года, полицеймейстер Красовский распорядился и вовсе закрыть проход по мосту — он накренился ещё сильнее и угрожал падением, держась лишь на железных связях. С мая 1856 по май 1857-го проводились работы по усилению моста каменными контрфорсами. В октябре все работы официально завершили и Волжский мост был принят в ведение городской думы. В том же году военным ведомством был перекинут арочный мостик от Волжского моста к третьему ярусу Волжской башни.
Впоследствии мост неоднократно ремонтировали, в том числе к 1000-летию города, но через несколько лет он снова оказался в аварийном состоянии. В 2018 году на нём были проведены противоаварийные работы. Капитальный ремонт моста стоимостью 120—150 миллионов рублей планируют завершить к концу 2022 года.

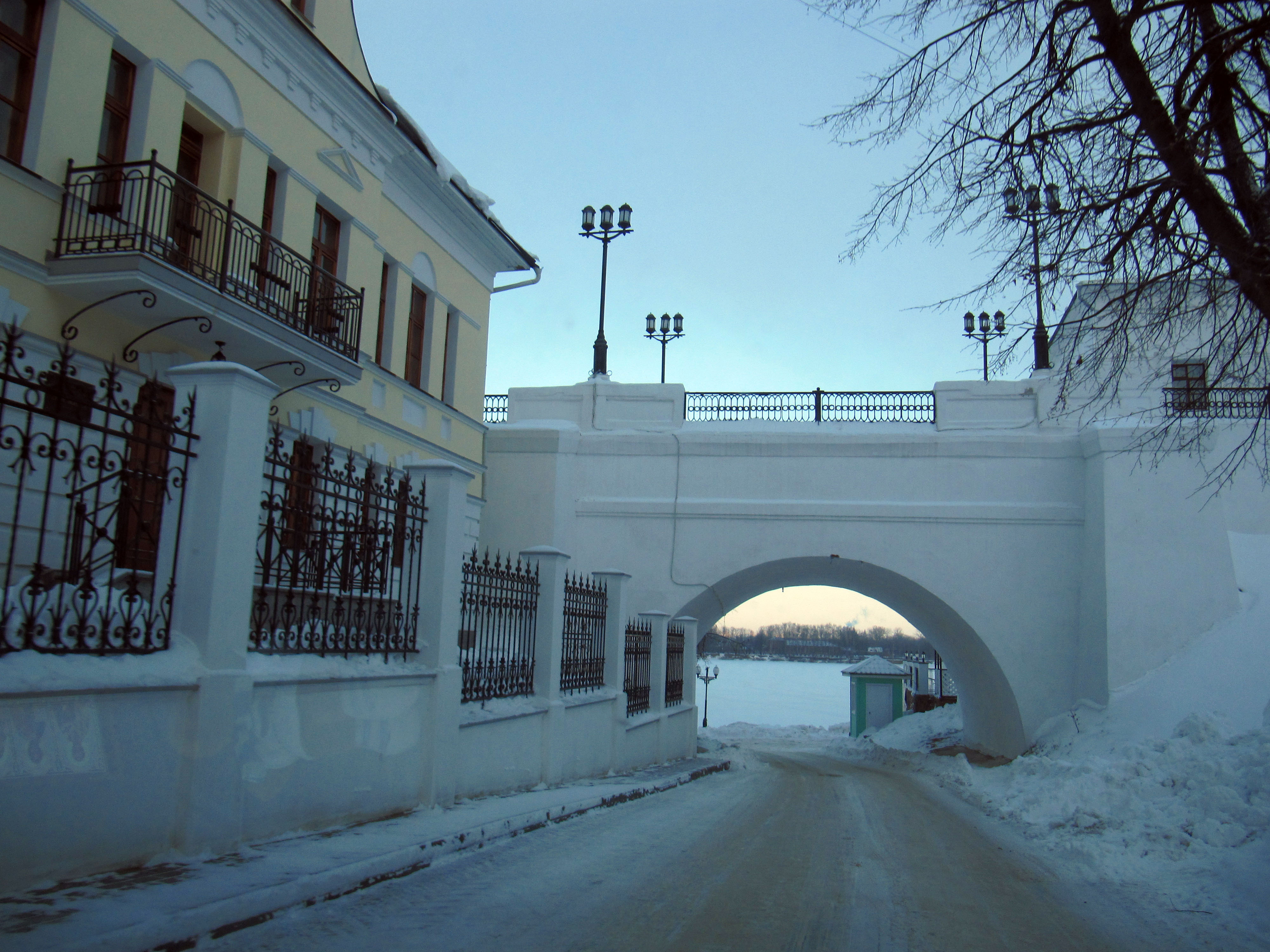
Мост в 2010 году, вид со спуска